# El nombre de la rosa
El nombre de la rosa (título original Il nome della rosa en italiano) es una novela histórica de misterio escrita por Umberto Eco y publicada en 1980.
Ambientada en el turbulento ambiente religioso del siglo XIV, la novela narra la investigación que realizan fray Guillermo de Baskerville y su pupilo Adso de Melk alrededor de una misteriosa serie de crímenes que suceden en una abadía del norte de Italia. 
La gran repercusión de la novela provocó que se editaran miles de páginas de crítica de El nombre de la rosa, y se han señalado referentes que incluyen a Jorge Luis Borges, Arthur Conan Doyle y el escolástico Guillermo de Ockham.
El nombre de la rosa ganó el Premio Strega en 1981 y el Premio Médicis Extranjero de 1982, entrando en la lista «Editors' Choice» de 1983 del New York Times. 
El gran éxito de crítica y la popularidad adquirida  por la novela llevó a la realización de una versión cinematográfica homónima, dirigida por el francés Jean-Jacques Annaud en 1986, con Sean Connery como el franciscano Guillermo de Baskerville y Christian Slater encarnando a su discípulo, Adso.
En 1987 el autor publicó Apostillas a El nombre de la rosa, una especie de tratado de poética en el que comentaba cómo y por qué escribió la novela, aportando pistas que ilustran al lector sobre la génesis de la obra, aunque sin desvelar los misterios que se plantean en ella.

## Contexto

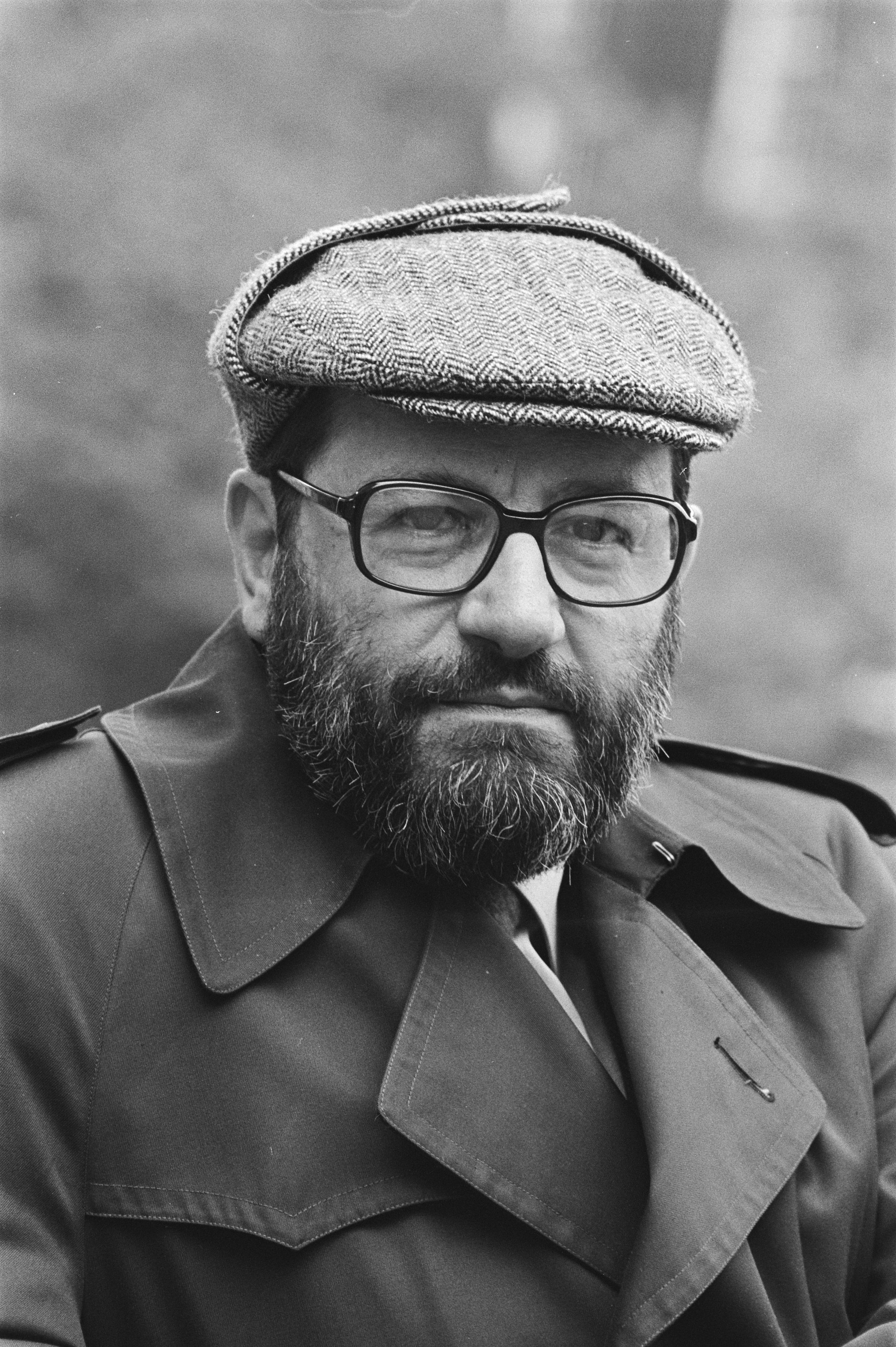
Umberto Eco en 1984.

En su anterior obra teórica, Lector in fabula, Eco ya reseñaba en una llamada a pie de página la «polémica sobre la posesión de bienes y la pobreza de los apóstoles que se planteó en el siglo XIV entre los franciscanos espirituales y el pontífice». En dicha polémica destacó el polémico pensador franciscano Guillermo de Ockham, quien estudió la controversia entre los espirituales y el papado sobre la doctrina de la pobreza apostólica, principal para los franciscanos, pero considerada dudosa y posiblemente herética tanto por el papado como por los dominicos. La figura intelectual del nominalista Guillermo de Ockham, su filosofía empirista y científica, expresada en lo que se ha dado en llamar la navaja de Ockham, es considerada parte de las referencias que ayudaron a Eco a construir el personaje de Guillermo de Baskerville, y determinaron el marco histórico y la trama secundaria de la novela.
Según Eco, si no hubiera existido el Gruppo 63 no habría escrito El nombre de la rosa. El Gruppo 63, movimiento de neoavanguardia literaria al que perteneció el autor, perseguía una búsqueda experimental de las formas lingüísticas y el contenido que rompiera con los esquemas tradicionales. A ellos les debe «la propensión a la aventura “otra”, al gusto por las citas y al collage». En aplicación de su propia teoría literaria, El nombre de la rosa es una opera aperta, una «novela abierta», con dos o más niveles de lectura. Llena de referencias y de citas, Eco pone en boca de los personajes multitud de citas de autores medievales; el lector «ingenuo» puede disfrutarla a un nivel elemental sin comprenderlas, «después está el lector de segundo nivel que capta la referencia, la cita, el juego y por lo tanto sabe que se está haciendo, sobre todo, ironía». Pese a ser considerada una novela «difícil», por la cantidad de citas y notas al pie, o quizás incluso por eso, la novela fue un auténtico éxito popular. El autor ha planteado al respecto la teoría de que quizás haya una generación de lectores que desee ser desafiada, que busque aventuras literarias más exigentes.
La idea original de Eco era escribir una novela policíaca, pero sus novelas «nunca empezaron a partir de un proyecto, sino de una imagen. De ahí la idea de imaginar a un benedictino en un monasterio que mientras lee la colección encuadernada del Manifiesto muere fulminado». Extensamente familiarizado y apasionado del Medioevo por anteriores trabajos teóricos, el autor trasladó esta imagen de modo natural a la Edad Media, y se pasó un año recreando el universo en que se desarrollaría la trama: «Pero recuerdo que pasé un año entero sin escribir una sola línea. Leía, hacía dibujos, diagramas, en suma, inventaba un mundo. Dibujé cientos de laberintos y plantas de abadías, basándome en otros dibujos, y en lugares que visitaba». De ese modo, pudo familiarizarse con los espacios, con los recorridos, reconocer a sus personajes y enfrentarse con la tarea de encontrar una voz para su narrador, lo que tras repasar las de los cronistas medievales le recondujo de nuevo a las citas, y por ello la novela debía empezar con un manuscrito encontrado. Eco dice al respecto en Apostillas: «Así escribí de inmediato la introducción, situando mi narración en un cuarto nivel de inclusión, en el seno de otras tres narraciones: yo digo que Vallet decía que Mabillon había dicho que Adso dijo...».

## Sinopsis
En un clima mental de gran excitación leí, fascinado, la terrible historia de Adso de Melk, y tanto me atrapó que casi de un tirón la traduje en varios cuadernos de gran formato procedentes de la Papeterie Joseph Gibert, aquellos en los que tan agradable es escribir con una pluma blanda. Mientras tanto llegamos a las cercanías de Melk, donde, a pico sobre un recodo del río, aún se yergue el bellísimo Stift, varias veces restaurado a lo largo de los siglos. Como el lector habrá imaginado, en la biblioteca del monasterio no encontré huella alguna del manuscrito de Adso.
Umberto Eco. El nombre de la rosa. Prefacio: Naturalmente, un manuscrito.

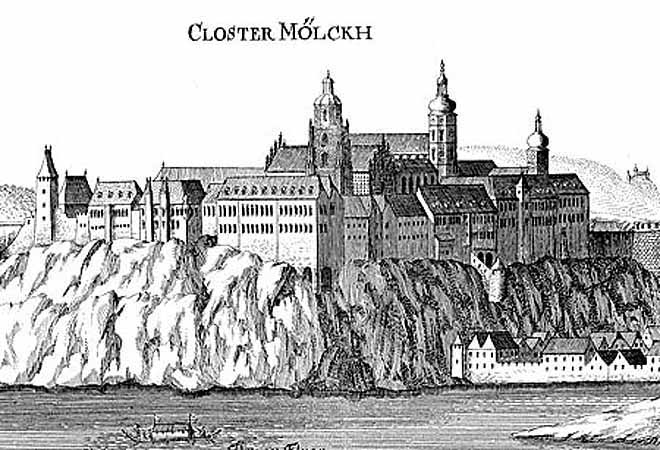
Abadía de Melk en 1672, antes de su renovación. Lugar desde donde Adso, ya anciano, redacta el manuscrito.

Es la Edad Media a finales de noviembre de 1327 bajo el papado de Juan XXII. El franciscano Guillermo de Baskerville y su discípulo, el novicio benedictino Adso de Melk, llegan a una abadía benedictina ubicada en la Italia septentrional y famosa por su impresionante biblioteca, la cual tiene unas estrictas normas de acceso. Guillermo debe organizar una reunión entre los delegados del papa y los líderes de la orden franciscana, en la que se discutirá sobre la supuesta herejía de la doctrina de la pobreza apostólica, promovida por una rama de la orden franciscana: los espirituales. La celebración y el éxito de dicha reunión se ven amenazados por una serie de muertes que los supersticiosos monjes, a instancias del ciego exbibliotecario Jorge de Burgos, consideran que siguen la pauta de un pasaje del Apocalipsis.
Guillermo y Adso, evadiendo en muchos momentos las normas de la abadía, intentan resolver el misterio descubriendo que, en realidad, las muertes giran alrededor de la existencia de un libro envenenado, un libro que se creía perdido: el segundo libro de la Poética de Aristóteles. La llegada del enviado papal e inquisidor Bernardo Gui inicia un proceso inquisitorial de amargo recuerdo para Guillermo, que en su búsqueda ha descubierto la magnífica y laberíntica biblioteca de la abadía. El método científico de Guillermo se ve enfrentado al fanatismo religioso representado por Jorge de Burgos.

## Personajes

### Guillermo de Baskerville
Es un fraile franciscano inglés del siglo XIV, con un pasado como inquisidor. A Guillermo de Baskerville se le encarga la misión de viajar a una lejana abadía benedictina para participar en una reunión en la que se discutiría sobre la supuesta herejía de una rama de los franciscanos: los espirituales. Esta descripción y la coincidencia en el nombre ha hecho pensar que el personaje de Guillermo podría remitir a Guillermo de Ockham, que efectivamente intervino en la disputa sobre la pobreza apostólica a petición de Miguel de Cesena, concluyendo que el papa Juan XXII era un hereje. De hecho, Eco consideró inicialmente a Ockham como personaje principal en lugar de a Guillermo de Baskerville. Asimismo, en la novela estos dos tienen una relación de amistad.
A su llegada, dada su fama de hombre perspicaz e inteligente, el abad le encarga investigar la extraña muerte de un monje para evitar el fracaso de la reunión. La descripción que hace la novela de Guillermo recuerda a Sherlock Holmes: «Su altura era superior a la de un hombre normal y, como era muy enjuto, parecía aún más alto. Su mirada era aguda y penetrante; la nariz afilada y un poco aguileña infundía a su rostro una expresión vigilante, salvo en los momentos de letargo a los que luego me referiré». En cuanto al apellido Baskerville, remite también a la novela de Arthur Conan Doyle protagonizada por Sherlock Holmes, El sabueso de los Baskerville, otro referente señalado. Guillermo también mastica frecuentemente las hojas de una o varias plantas desconocidas que producen un efecto psicoactivo, hábito semejante al que tiene Sherlock Holmes con la cocaína.

### Adso de Melk
Voz narradora de la novela, es presentado como hijo de un noble austríaco, el barón de Melk, que en la novela combatía junto a Ludovico IV de Baviera, emperador del Sacro Imperio Romano Germánico. Novicio benedictino, mientras se encontraba con su familia en la Toscana es encomendado a Guillermo por su familia como amanuense y discípulo, y ayuda a su mentor en la investigación. El personaje, como se menciona en la novela, comparte nombre con Adso de Montier-en-Der, abad francés nacido en 920 que escribió una biografía sobre el anticristo titulada De nativitate et obitu Antichristi e inspirado de cierta forma en Dr. Watson, el ayudante del detective Sherlock Holmes.
En una entrevista incluida en la versión DVD de la película El nombre de la rosa, su director, Jean-Jacques Annaud, asegura que Umberto Eco le manifestaba que Adso es un «imbécil», el cual «no entiende a su maestro», y que «al final no ha comprendido nada. No ha entendido la lección de su maestro».

### Jorge de Burgos
El español Jorge de Burgos es un monje anciano y ciego, encorvado y «blanco como la nieve», venerado por el resto de los monjes, que lo temen tanto como lo respetan.

El que acababa de hablar era un monje encorvado por el peso de los años, blanco como la nieve; no me refiero solo al pelo sino también al rostro, y a las pupilas. Comprendí que era ciego. Aunque el cuerpo se encogía ya por el peso de la edad, la voz seguía siendo majestuosa, y los brazos y manos poderosos. Clavaba los ojos en nosotros como si nos estuviese viendo, y siempre, también en los días que siguieron, lo vi moverse y hablar como si aún poseyese el don de la vista. Pero el tono de la voz, en cambio, era el de alguien que solo estuviese dotado del don de la profecía.
Umberto Eco. El nombre de la rosa.

El nombre del personaje es un homenaje reconocido a Jorge Luis Borges; Eco tenía en mente un ciego que custodiase la biblioteca, y comenta en Apostillas que «... biblioteca más ciego solo puede dar Borges, también porque las deudas se pagan».
Según Umberto Eco, el personaje de Jorge debía ser español no solamente como referencia, por su hispanidad, a Jorge Luis Borges, sino también por haber sido en tierras españolas de donde surgieron las miniaturas y comentarios más famosos del Medioevo relativos al Apocalipsis. Jorge de Burgos cita significativamente dicho libro, cuyas copias aparecen abundantemente en la sección de la biblioteca dedicada a Hispania —entre ellas reproducciones del Comentario al Apocalipsis de Beato de Liébana— traídas a la abadía de la novela desde España por Jorge junto a la copia del segundo libro de la Poética de Aristóteles, fabricada asimismo esta en Silos por un español o un árabe (véase Contribuciones islámicas a la Europa medieval).

### Personajes históricos

#### Ubertino da Casale
Ubertino da Casale (1259-c. 1330) fue un religioso franciscano italiano, líder de los espirituales de la Toscana. En la novela es presentado como amigo de Guillermo.

#### Michele de Cesena
El italiano Miguel de Cesena (en italiano Michele da Cesena) (1270-1342) fue ministro general de la orden franciscana y teólogo. Miembro de los franciscanos «espirituales», que estaban enfrentados al papa Juan XXII en la disputa sobre la pobreza evangélica. Aparece en la novela como líder de la legación franciscana apoyada por el emperador Ludovico IV de Baviera.

#### Bernardo Gui
Bernardo Gui o Bernardo Guidoni (1261/1262-1331) fue un religioso dominico francés, inquisidor de Toulouse entre 1307 y 1323. En la novela es presentado como inquisidor al mando de los soldados franceses encargados de la indemnidad de la legación papal. Es retratado como némesis de Guillermo de Baskerville, cosa que se ha interpretado como una analogía hacia la relación entre Sherlock Holmes y el profesor Moriarty.

#### Bertrando del Poggetto
Bertrand du Pouget (en italiano Bertrando del Poggetto) (c. 1280-1352) fue un diplomático y cardenal francés. Aparece en la novela como líder de la legación del papado de Aviñón.

#### Girolamo, obispo de Caffa
Girolamo, obispo de Caffa es el nombre usado en la novela para referirse a Jerónimo de Cataluña, también conocido como Hieronymus Catalani, religioso franciscano y primer obispo de Cafa (Crimea).

### Otros personajes
- Adelmo da Otranto: Monje italiano, ilustrador y miniaturista. Primera víctima.
- Venancio de Salvemec: Monje, traductor, especialista en griego y árabe. Segunda víctima.
- Berengario da Arundel: Monje inglés, ayudante del bibliotecario. Tercera víctima.
- Severino da Sant'Emmerano: Monje alemán, herbolario. Cuarta víctima.
- Malaquías de Hildesheim: Monje alemán, bibliotecario. Quinta víctima.
- Abbone da Fossanova: Abad del monasterio. Sexta víctima.
- Bencio de Upsala: Monje escandinavo, estudiante de retórica.
- Alinardo da Grottaferrata: Monje más anciano de la abadía.
- Remigio da Varagine: Monje cillerero, antiguo miembro de los dulcinistas.
- Salvatore de Monferrato: Monje deforme, ayudante de Remigio, antiguo miembro de los dulcinistas.
- Nicola da Morimondo: Monje vidriero.
- Aymaro d'Alessandria: Monje chismoso y burlón, copista.
- Rábano de Toledo: Monje iluminador.
- Patricio de Clonmacnois: Monje iluminador.
- Magnus de Iona: Monje iluminador.
- Pacífico da Tívoli: Monje.
- Pietro de Sant'Albano: Monje.
- Gunzo da Nola: Monje.
- Hugo de Newcastle: Teólogo franciscano inglés, miembro de la legación imperial.
- Obispo de Alborea: Religioso dominico, miembro de la legación papal.
- Campesina del pueblo junto a la abadía; Adso se enamora de ella y nunca llega a saber su nombre.

## Análisis

### Título
Según cuenta el autor en Apostillas, la novela tenía como título provisional La abadía del delito, título que descartó porque centraba la atención en la intriga policíaca. Su sueño, afirma, era titularlo Adso de Melk, un título neutro, dado que el personaje de Adso no pasaba de ser el narrador de los acontecimientos. Según una entrevista concedida en 2006, El nombre de la rosa era el último de la lista de títulos, pero «todos los que leían la lista decían que El nombre de la rosa era el mejor».
El título se le había ocurrido casi por casualidad, y la figura simbólica de la rosa resultaba tan densa y llena de significados que, como dice en Apostillas: «ya casi los ha perdido todos: rosa mística, y como rosa ha vivido lo que viven las rosas, la guerra de las dos rosas, una rosa es una rosa, los rosacruces, gracias por las espléndidas rosas, rosa fresca toda fragancia». Para Eco, esa carencia de significado final debida al exceso de significados acumulados respondía a su idea de que el título «debe confundir las ideas, no regimentarlas».

Hace frío en el scriptorium, me duele el pulgar. Dejo este texto, no sé para quién, este texto, que ya no sé de qué habla: stat rosa pristina nomine, nomina nuda tenemus.
Adso de Melk

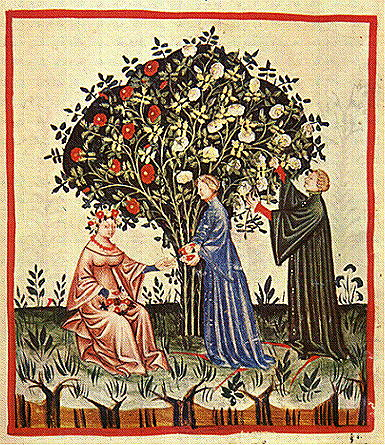
Imagen del Tacuinum Sanitatis,

Al enigma del título se unía el del verso en latín que cerraba la novela. A este respecto, el autor explica en Apostillas que, aunque el lector hubiese captado las «posibles lecturas nominalistas» del verso, esa indicación llegaría en el último momento, cuando el lector habría podido ya escoger múltiples y variadas posibilidades. Responde acerca del significado del verso, diciendo que es un verso extraído de una obra de Bernardo Morliacense, benedictino del siglo XII que compuso variaciones sobre el tema del ubi sunt, añadiéndoles la idea de que de todas las glorias que desaparecen lo único que restan son meros nombres.
Francisco Rico aclara que Bernard de Morlas escribió un largo poema «De contemptu Mundi» en el que no falta una meditación sobre la caducidad del poder y de la fama. ¡Oh la Edad Media de Tomás, de Kempis, del temor de Dios y aborrecimiento del mundo! El profesor Rico dice que ese medianejo poeta habla de los imperios y personajes del pasado, de Babilonia y Roma, de Rómulo y Remo y señala: «justo a esa altura, la única edición del poema que ha circulado modernamente introduce un hexámetro lapidario: “Stat Rosa pristina nomine, nómina nuda tenemus”. Es muy hermoso, pero también un colosal disparate. En ese contexto, tras la mención de Rómulo y remo, “stat rosa” es imposible. Solo puede ser “stat Roma”». Es decir, se trata de una errata en la transcripción del poema que se ha arrastrado copia a copia hasta dar lugar al título de novela (con el gazapo incluido).

De la rosa solo queda el nombre desnudo

o
 
(Aunque) persiste el nombre de la rosa primigenia, (solo) el nombre desnudo tenemos.
Bernardo Morliacense

Relacionado con el título de la novela es también el poema de la escritora novohispana sor Juana Inés de la Cruz que aparece en el epígrafe inicial de las Apostillas a El nombre de la rosa:

Rosa que al prado, encarnada,

te ostentas presuntuosa

de grana y carmín bañada:

campa lozana y gustosa,

pero no, que siendo hermosa

también serás desdichada.

### Estructura y narrador

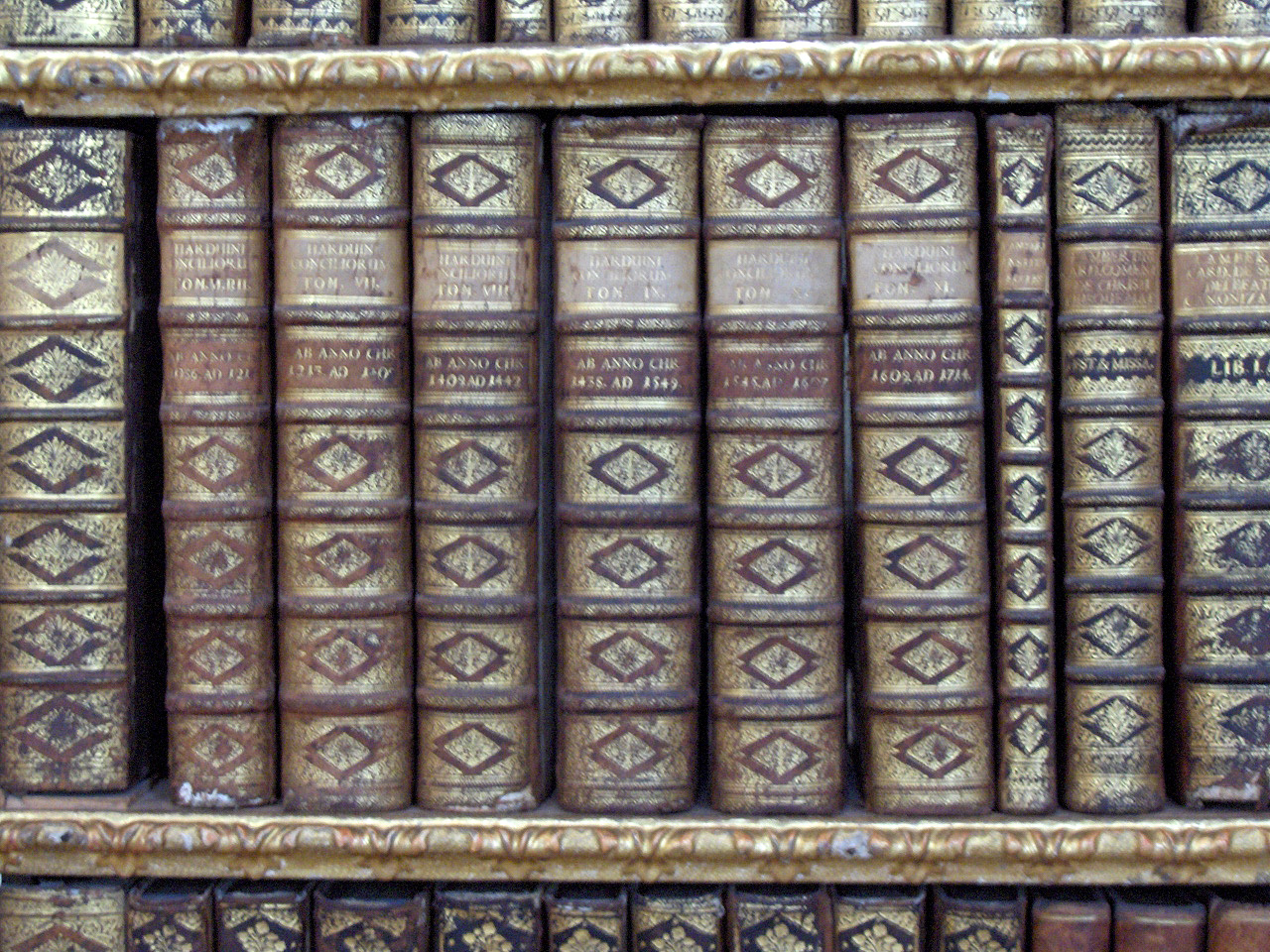
Libros de la biblioteca de la Abadía de Melk, en Austria

Según narra la introducción, «Naturalmente, un manuscrito», El nombre de la rosa está basada en un manuscrito que fue a parar a manos del autor en 1968, Le manuscript de Dom Adson de Melk, un libro escrito por un tal «abate Vallet» encontrado en la abadía de Melk, a orillas del Danubio, en Austria. El supuesto libro, que incluía una serie de indicaciones históricas bastante pobres, afirmaba ser una copia fiel de un manuscrito del siglo XIV encontrado en la abadía de Melk.
A partir de esa base, la novela reconstruye con detalle la vida cotidiana en la abadía y la rígida división horaria de la vida monacal, que articulan los capítulos de la novela dividiéndola en siete días, y estos en sus correspondientes horas canónicas: maitines, laudes, prima, tercia, sexta, nona, vísperas y completas. El empeño puesto en lograr un ambiente adecuado permite que el autor use en repetidas ocasiones citas en latín, especialmente en las conversaciones eruditas entre los monjes.
La historia está narrada en primera persona por el ya anciano Adso, que desea dejar un registro de los sucesos que presenció siendo joven en la abadía. En Apostillas, Eco comenta una curiosa dualidad del personaje: es el anciano de ochenta años que narra los sucesos acaecidos en los que intervino Adso, el joven de dieciocho años. «El juego consistía en hacer entrar continuamente en escena al Adso anciano, que razona sobre lo que recuerda haber visto y oído cuando era el otro Adso, el joven. (···) Este doble juego enunciativo me fascinó y me entusiasmó muchísimo». La voz narrativa es, pues, una voz pasada por múltiples filtros; tras el ineludible filtro de la edad y de los años pasados por el personaje, la introducción de la novela explica que el texto original de Adso de Melk es registrado por J. Mabillon, a su vez citado por el abate Vallet, de quien el autor tomaría prestada la historia. Según explicó Eco en Apostillas, este triple filtro vino motivado por la búsqueda de una voz medieval para el narrador, apercibiéndose de que finalmente «los libros siempre hablan de otros libros y cada historia cuenta una historia que ya se ha contado».[cita requerida]

### Intertextualidad

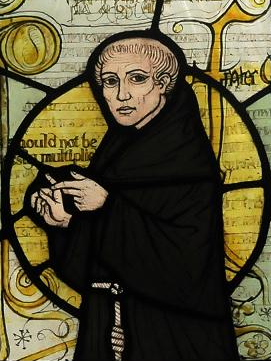
El escolástico Guillermo de Ockham, una posible inspiración para el franciscano protagonista de la novela.

El nombre de Adso ha sido considerado un tributo a Simplicio, un personaje del Diálogo sobre los principales sistemas del mundo de Galileo Galilei (Ad simplicio, «para Simplicio») y se ha señalado la similitud con el personaje del Dr. Watson, compañero de Sherlock Holmes, a quien el protagonista, Guillermo de Baskerville, alude por su nombre.
En la novela se realiza una exposición del método científico y el razonamiento deductivo, usados hábilmente por Guillermo para resolver el misterio, recordando en ocasiones su actuación tanto a Sherlock Holmes como a Guillermo de Ockham (c. 1280/1288-1349), franciscano y filósofo escolástico inglés, pionero del nominalismo, considerado por algunos padre de la epistemología y de la filosofía modernas en general.
En varias ocasiones son citados pasajes de las Etimologías de Isidoro de Sevilla (la principal enciclopedia en la cristiandad latina medieval), como por ejemplo uno sobre la definición de comedia u otro referente a lo que se requiere de un caballo para ser considerado bello.
También se alude al libro II de la Poética de Aristóteles, que se perdió aparentemente durante la Edad Media y del que nada se conoce, aunque se supone (y la novela así lo señala) que trataba sobre la comedia y la poesía yámbica. Es el libro que en la novela causa la muerte de varios monjes.
Teodosio Muñoz Molina señala en Las cuentas pendientes entre Eco y Borges varias coincidencias con El ojo de Alá, un cuento de Rudyard Kipling que Borges manifestaba haber leído un centenar de veces; también con otro religioso detective inglés, el hermano Cadfael, protagonista de la serie de novelas de Ellis Peters ambientadas en el siglo XII. Dice posteriormente que la novela:

... constituye un tan gigantesco como justificado centón que imbrica fragmentos de todos los libros de la Biblia, desde el Génesis hasta el Apocalipsis; y, en un policromático y desmesurado mosaico textual, concurren promiscuamente Platón, Aristóteles, Ausonio, Boecio, Clemente de Alejandría, san Agustín, san Benito, san Anselmo, san Alberto Magno, san Buenaventura, santo Tomás de Aquino, san Bernardo, san Beda, el Beato de Liébana, Dante Alighieri, Pedro Hispano y Juan Hispano, Hugo de San Víctor, Occam, Bacon, Duns Scoto y un sinfín de documentos papales y conciliares, reglas monásticas, así como frases, alusiones y procedimientos que denotan un gran conocimiento de los cultivadores de la alquimia, desde la Physyca kai mystica del gnóstico Bolos Demócrito y la Tabula Smaradigna del nebuloso Hermes Trismegistos, hasta el Speculum Alchemiae de Roger Bacon y el Tetragrammaton del catalán Arnaldo de Vilanova, no sin haber buscado además la connivencia de Averroes, de Avicena, de Abu-Bakr-Muhammad Ibn Zaka-riyya ar Razi y del no menos profuso antropónimo de Geber Abu Musa Djabir Ibn Hajjam Al-Azid Al-Kufi Al-Tusi Al-Sufi.
Teodosio Muñoz Molina. Las cuentas pendientes entre Eco y Borges.

### Eco y Borges

Esquema del laberinto

La figura de Jorge Luis Borges circula por El nombre de la rosa encarnada en el personaje de Jorge de Burgos, ambos son ciegos, «venerables en edad y sabiduría», ambos de lengua natal española. A este respecto, Eco escribió esto en 1992 en un especial del diario Clarín dedicado a Borges:

Evidentemente, hay una suerte de homenaje en El nombre de la rosa, pero no por el hecho de que haya llamado a mi personaje Burgos. Una vez más estamos frente a la tentación del lector de buscar siempre las relaciones entre novelas: Burgos y Borges, el ciego, etc.. [...] Al igual que los pintores del Renacimiento, que colocaban su retrato o el de sus amigos, yo puse el nombre de Borges, como el de tantos otros amigos. Era una manera de rendirle homenaje a Borges.

Eco quedó fascinado por Borges desde los veintidós o veintitrés años, cuando un amigo le prestó Ficciones (1944) allá por 1955 o 1956, siendo Borges todavía prácticamente un desconocido en Italia. Precisamente en Ficciones se halla recogido La biblioteca de Babel, cuento del escritor argentino aparecido anteriormente en El jardín de senderos que se bifurcan (1941); se han señalado varias coincidencias entre la biblioteca de la abadía, que constituye el espacio protagonista de la novela, y la biblioteca que Borges describe en su historia: no solo su estructura laberíntica y la presencia de espejos (motivos recurrentes en la obra de Borges), sino también que el narrador de La biblioteca de Babel sea un anciano librero que ha dedicado su vida a la búsqueda de un libro que posee el secreto del mundo.
También en el título se encuentran reminiscencias borgianas; en El golem (1964) Borges escribía, en el mismo sentido que el verso final de la novela que «el nombre es arquetipo de la cosa», y «en las letras de rosa está la rosa».

### La ciudad de Dios

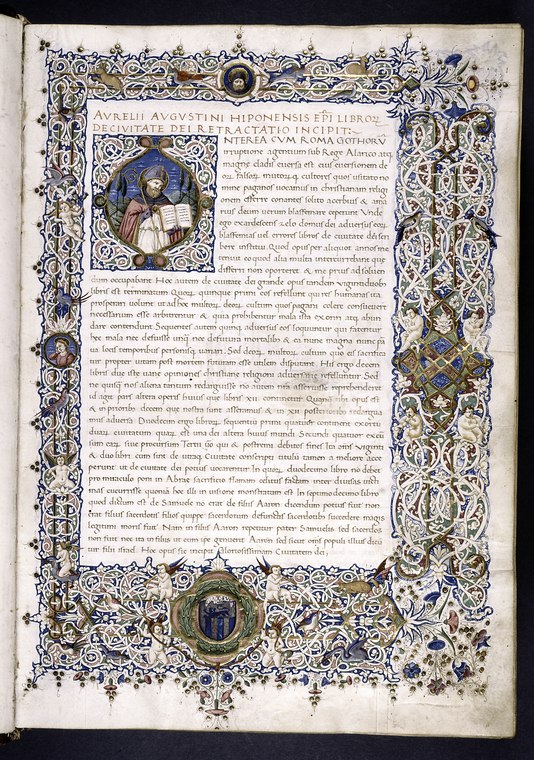
Primer folio de un manuscrito de 1470 de La ciudad de Dios (De Civitate Dei) de San Agustín. New York Public Library, Spencer Collection MS 30.

Según Gonzalo Soto Posada, Eco aplica en El nombre de la rosa una de las figuras de la retórica clásica, el adynaton, e interpreta la novela como una inversión de La ciudad de Dios de San Agustín, escrita entre 412 y 426, en la que se enfrenta el concepto de «ciudad celestial» con la «ciudad pagana». En La ciudad de Dios los caballeros del bien construyen la «ciudad de Dios» y valores como la vida, la paz, el amor, la justicia... Los caballeros del mal destruyen ese proyecto, e inundan la tierra de muerte, guerra, odio, injusticia. En la novela de Eco, los caballeros del bien, representados por Jorge de Burgos, son los asesinos y los destructores, mientras que Guillermo de Baskerville, el supuesto hereje, es un constructor, perseguido por Burgos y sus secuaces.
Este enfrentamiento ideológico gira alrededor de un libro, el segundo de la Poética de Aristóteles, manuscrito que se supone desaparecido en la Edad Media, y en el que supuestamente el filósofo realizaba una defensa de la comedia y el humor como posibilidad de cuestionar los absolutos establecidos. El personaje de Burgos representa aquí una ortodoxia autoritaria, aferrada al pasado, paradigma del «Yo soy el camino, la verdad y la vida» cristiano, enfrentado a Baskerville, que personaliza la cultura de la risa, la que cuestiona la ortodoxia, el que proclama «Yo busco la verdad», considerando que nada es definitivo y que todo debe ser reinterpretado y contemplado con un sano escepticismo.

### La risa
La risa como elemento subversivo es un agente desencadenante de las muertes que suceden en la novela. A este respecto, el filósofo, psicoanalista y crítico cultural esloveno Slavoj Žižek escribió lo siguiente en su libro El sublime objeto de la ideología:

Lo que perturba en El nombre de la rosa, sin embargo, es la creencia subyacente en la fuerza liberadora y antitotalitaria de la risa, de la distancia irónica. Nuestra tesis aquí es casi exactamente lo opuesto a esta premisa subyacente en la novela de Eco: en las sociedades contemporáneas, democráticas o totalitarias, esa distancia cínica, la risa, la ironía, son, por así decirlo, parte del juego. La ideología imperante no pretende ser tomada seriamente o literalmente. Tal vez el mayor peligro para el totalitarismo sea la persona que toma su ideología literalmente —incluso en la novela de Eco, el pobre Jorge, la encarnación de la creencia dogmática que no ríe, es ante todo una figura trágica: anticuado, una especie de muerto en vida, un remanente del pasado, y con seguridad no una persona que represente los poderes políticos y sociales existentes.
Slavoj Žižek (1992). El sublime objeto de la ideología. Siglo XXI. ISBN 9789682317934.

### Política contemporánea
Varios autores han encontrado correspondencias entre la trama de la novela y el enfrentamiento de bloques de la Guerra Fría, las luchas del siglo XX entre distintas facciones dentro de la izquierda política, o en particular, en el entorno político italiano que culminó con el asesinato de Aldo Moro por las Brigadas Rojas tras el llamado «compromiso histórico»: el acuerdo de unión política entre el Partido Comunista Italiano y la Democracia Cristiana.

## Edición, recepción y premios
En una entrevista publicada en 2006 por el diario argentino Clarín, Eco comenta que en principio pensó en una publicación discreta, de unos mil ejemplares, con una encuadernación fina, en una editorial distinta a la que normalmente publicaba sus trabajos, la editorial Bompiani, de RCS MediaGroup. No obstante, la propagación del rumor de que estaba escribiendo una novela propició que varios editores se dirigieran interesados a él, por lo que pensó que ya no tenía sentido cambiar de editorial.
El 9 de julio de 1981, ocho meses después de la publicación del libro, El nombre de la rosa ganó el Premio Strega, máximo galardón literario de Italia. En noviembre de 1982 el diario español El País se hacía eco del francés Premio Médicis Extranjero para Umberto Eco por la novela, adelantando su próxima traducción. La primera edición en España, publicada en diciembre del mismo año, fue según la crítica de La Vanguardia una excelente traducción de Ricardo Pochtar, experimentado conocedor de Eco, para la Editorial Lumen.
En 1983 la edición en Estados Unidos tuvo una excelente acogida. El New York Times destacaba tanto el éxito previo en Europa como la excelente traducción de William Weaver. La novela entró en la lista «Editors' Choice» de 1983 del New York Times.
En 1995, la Mystery Writers of America lo incluyó en su lista de las cien mejores novelas de misterio de todos los tiempos. A su vez, en 1999 fue seleccionado entre «Los 100 libros del siglo» por el diario francés Le Monde.
La gran repercusión de la novela provocó que alrededor de El nombre de la rosa se editaran miles de páginas de crítica, centenares de ensayos, libros y textos de monografías. En 1985 el autor publicó Apostillas a El nombre de la rosa, un libro, a modo de tratado de poética, en el que comentaba cómo y por qué escribió la novela: «he escrito Apostillas para evitar tener que morir, para evitar tener que contestar a nuevas preguntas». La publicación de Apostillas fue muy comentada, dado que en los trabajos anteriores de Eco como ensayista (por ejemplo, Lector in fábula) este había defendido el papel del lector como intérprete del texto, y postulaba que el autor debía desaparecer, escindirse de la obra tras su publicación; para Eco la novela debe ser una «máquina de generar interpretaciones» y no corresponde al autor facilitarlas. Por ello, el mismo autor explica que en Apostillas aportó pistas que pudieran ilustrar al lector sobre la génesis de la obra, un ensayo sobre el proceso de creación, pero que no desvela realmente ninguno de los misterios que se plantean en la novela.
Publicada en treinta y cinco países, en 2006 se habían vendido en todo el mundo quince millones de ejemplares de El nombre de la rosa, cinco de ellos en Italia; tras una buena recepción inicial de la crítica, el éxito popular provocó algún distanciamiento posterior de la misma.

## Adaptaciones e inspiración

### Cine
El éxito popular alcanzado por la primera novela de Umberto Eco fue similar al que obtuvo su versión cinematográfica del mismo título, dirigida por Jean-Jacques Annaud en 1986. No obstante, la crítica italiana fue muy dura con la película tras su estreno en Florencia, señalando que traicionaba el libro, o bien que no estaba a la altura de la obra literaria; uno de los diarios de la época titulaba su crítica «Gran libro, insignificante película»; Il Messaggero criticaba que «deseando ganarse al público norteamericano refractario se ha acabado por hacer una película que no gusta ni en Estados Unidos ni en Europa».
En la película, Sean Connery interpretaba al fraile franciscano y antiguo inquisidor del siglo XIV, fray Guillermo de Baskerville y un adolescente Christian Slater encarnaba al también franciscano Adso (benedictino en la novela). Cabe destacar que al personaje de Salvatore le daba vida Ron Perlman, actor habitual en la filmografía de Annaud.

### Televisión
En 2019, se produjo para televisión la miniserie El nombre de la rosa, compuesta de ocho capítulos, una producción italo-alemana creada y dirigida por Giacomo Battiato. La serie está protagonizada por John Turturro como Guillermo de Baskerville y Rupert Everett como Bernardo Gui.

### Juegos
En otros medios, la novela inspiró el videojuego español de culto La abadía del crimen (1987), así como la nueva versión de este, titulada La abadía del crimen Extensum (2016). Otras adaptaciones al videojuego son Nomen rosae (1988) e Il noma della rosa [sic] (1993), además de la aventura gráfica The Abbey (2008), la cual está libremente basada en la novela. También ha inspirado los juegos de mesa El misterio de la Abadía (1996) y The Name of the Rose (2008), amén de los juegos conversacionales En el nombre del Señor y The Abbey of Montglane.

### Literatura
La novela influyó en Pérez-Reverte: 

Aquella novela de Eco me hizo sentir feliz, porque me di cuenta de que lo mío no era una aventura individual y equivocada, sino que gente con un peso intelectual serio opinaba lo mismo que yo de la literatura.

### Música
- Canción estilo Pop Rock dedicada al libro escrita por la banda Española Blucer